# Quanp
quanp (クオンプ) は、リコーが運営していたオンラインストレージである。

## 概要
ユーザはquanpのWebサイト上で会員登録を行なうことにより、無料のトライアルコースで利用することができる。トライアルコースでは1GBのストレージ容量が割り当てられる。quanpにファイルをアップロードするためには専用のWindowsクライアント(quanp.on)や、Webアプリケーション(quanp.net)を使用する必要がある。有料コースでは10GB、100GBといった容量も用意されている。
quanpサーバ上において、ファイルはプレイス (フォルダに相当) という単位で管理される。プレイスにアクセスできるのは基本的に登録したユーザ本人のみだが、シェアプレイスという招待制のプレイスでは複数のユーザでファイルを共有できる。シェアプレイスに参加することは無料ユーザでも可能だが、他のユーザを招待することができるのは有料コースのユーザのみである。
ストレージの特徴として1ファイルあたりのサイズ制限が無い点が挙げられる。無料ユーザであっても1GBのファイルをアップロードできる。仕様上は有料コースにおいて100GBのファイルもアップロード可能とされている。また、ファイルの種類によっては自動的にサムネイル画像が作成される。そのためOffice文書をダウンロードすることなく、画像としてプレビュー表示するといった使い方もできる。
2013年7月31日をもってサービス終了となった。
コース
- トライアル(1GB/無料)
- スタンダード(10GB/月額300円)
- クオンタム(100GB/月額980円)

## サービス
quanp.on
Windows専用クライアント。quanpにおけるファイル管理の中心に位置付けられている。quanp.onは.NET Framework 3.0のWPFで作られたアプリケーションである。プレイス内のファイルは3D表示する。2008年度グッドデザイン賞受賞。
quanp.net
Webブラウザでファイルをアップロード・ダウンロードすることができるWebアプリケーション。
quanp Add-in for Microsoft Office 2003/2007
Microsoft Office文書をアップロード・ダウンロードするためのアドイン。
quanp slideshow
プレイス内の画像をスライドショー表示できるアプリケーション。
quanp photo print
quanpにアップロードした画像データのプリントサービス。デジカメプリント、フォトブック、シャッフルプリントを注文できる。印刷は富士フイルムの技術を採用。
quanp drop
quanpにドラッグ&ドロップでファイルをアップロードできるAdobe AIRウィジェット。WindowsおよびMac OSに対応する。